# Головчинский сельсовет
Голо́вчинский сельсовет (бел. Гало́ўчынскі сельсавет) — административная единица на территории Белыничского района Могилёвской области Республики Беларусь.

## Промышленность
Предприятия — СПК «Кудин».

## Торговля и бытовые услуги
Торговля — 10 магазинов, из которых 1 — частный.
Бытовые услуги — 1 комплексный приемный пункт по приему заказов на бытовые услуги.

## Образование, медицина, культура
Образование — 1 СОШ, 1 базовая школа, 1 детский сад.
Медицина — 1 сельская врачебная амбулатория, 1 ФАП.
Культура — 2 СДК, 3 библиотеки.

## Исторические места
Воинские захоронения — 10 мест.

## Состав
Включает 21 населённый пункт:
- Большой Кудин — деревня;
- Большой Трилесин — деревня;
- Васильки — деревня;
- Ветка — деревня;
- Головчин — агрогородок;
- Гуры — деревня;
- Заболотье — деревня;
- Запокулье — деревня;
- Калинина — посёлок;
- Красный Пахарь — деревня;
- Малые Васильки — посёлок;
- Малый Кудин — деревня;
- Малый Трилесин — деревня;
- Отрядное — посёлок;
- Палиевщина — деревня;
- Почепок — деревня;
- Сиваи — деревня;
- Старое Село — деревня;
- Сурды — деревня;
- Торгонщина — посёлок;
- Шиловичи — деревня.

Упраздненные населённые пункты:
- Кастричник — деревня;
- Ленинский — посёлок;
- Пуща — посёлок.